# Schafhaus (Geislingen)
Schafhaus ist ein Wohnplatz auf der Gemarkung von Geislingen im Zollernalbkreis in Baden-Württemberg.

## Geographie
Das Schafhaus liegt rechts des Flusses unter Waldhängen auf dem dort Bubenheimer Tal genannten Talgrund der Stunzach am Westrand des Gemeindegebietes. Es hat nur drei Hausnummern. Es ist (jeweils in Luftlinie) von Geislingen in nordwestlicher Richtung knapp 6 km entfernt, von Erlaheim in westlicher über 3 km, von Binsdorf in westlicher etwas über 1,5 km.

## Verkehr
Der Wohnplatz ist von Geislingen, Erlaheim und Binsdorf über die L 415 und dann auf der L 390 erreichbar. Von Heiligenzimmern ist der Wohnplatz über die L 390 erreichbar. In Schafhaus befindet sich die Straße Bubenhofer Tal.